# Flond
Flond is een plaats en voormalige gemeente in het Zwitserse kanton Graubünden. Flond telde eind 2007 207 inwoners. Sinds 2008 maakt het deel uit van de fusiegemeente Mundaun die in 2016 is gefuseerd tot de gemeente Obersaxen Mundaun.
- Gemeinsame Normdatei: 4353415-6
- Historisch woordenboek van Zwitserland: 001436
- Library of Congress Control Number: nr94019834
- Nationale Bibliotheek van Israël: 987007540331305171
- Virtual International Authority File: 143517043
- WorldCat: E39PBJxrRFxVwJGQGJ9GJVPJDq